# سانت جوزيف (إلينوي)
سانت جوزيف (بالإنجليزية: St. Joseph)‏ هي منطقة سكنية ضمن مقاطعة شامبين في ولاية إلينوي بالولايات المتحدة. قُدر عدد سكانها بـ 3,967 نسمة (حسب تعداد 2010).

## الموقع الجغرافي
الموقع الجغرافي للمناطق المحيطة بهذه النقطة هو كالتالي: